# 饕餮纹

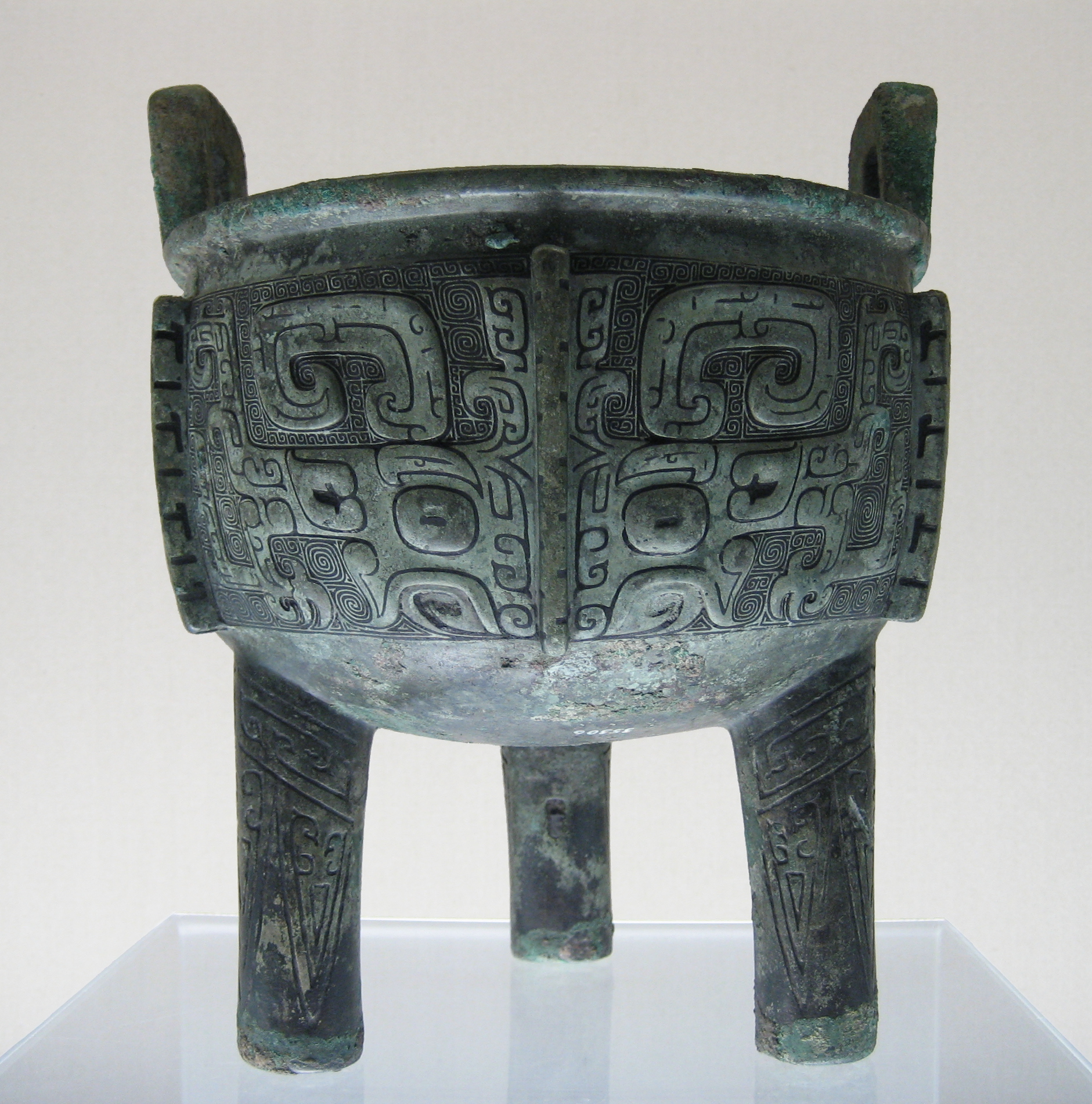
商代晚期的鼎，上面即有饕餮纹。

饕餮纹，又称兽面纹，是中国獨有的一種長條捲曲型纹樣，常見於青銅器；雖然在中國所有朝代中都能找到，但明顯在商朝和西周的前期更加盛行，之後的朝代使用頻率急速減少。

## 名称

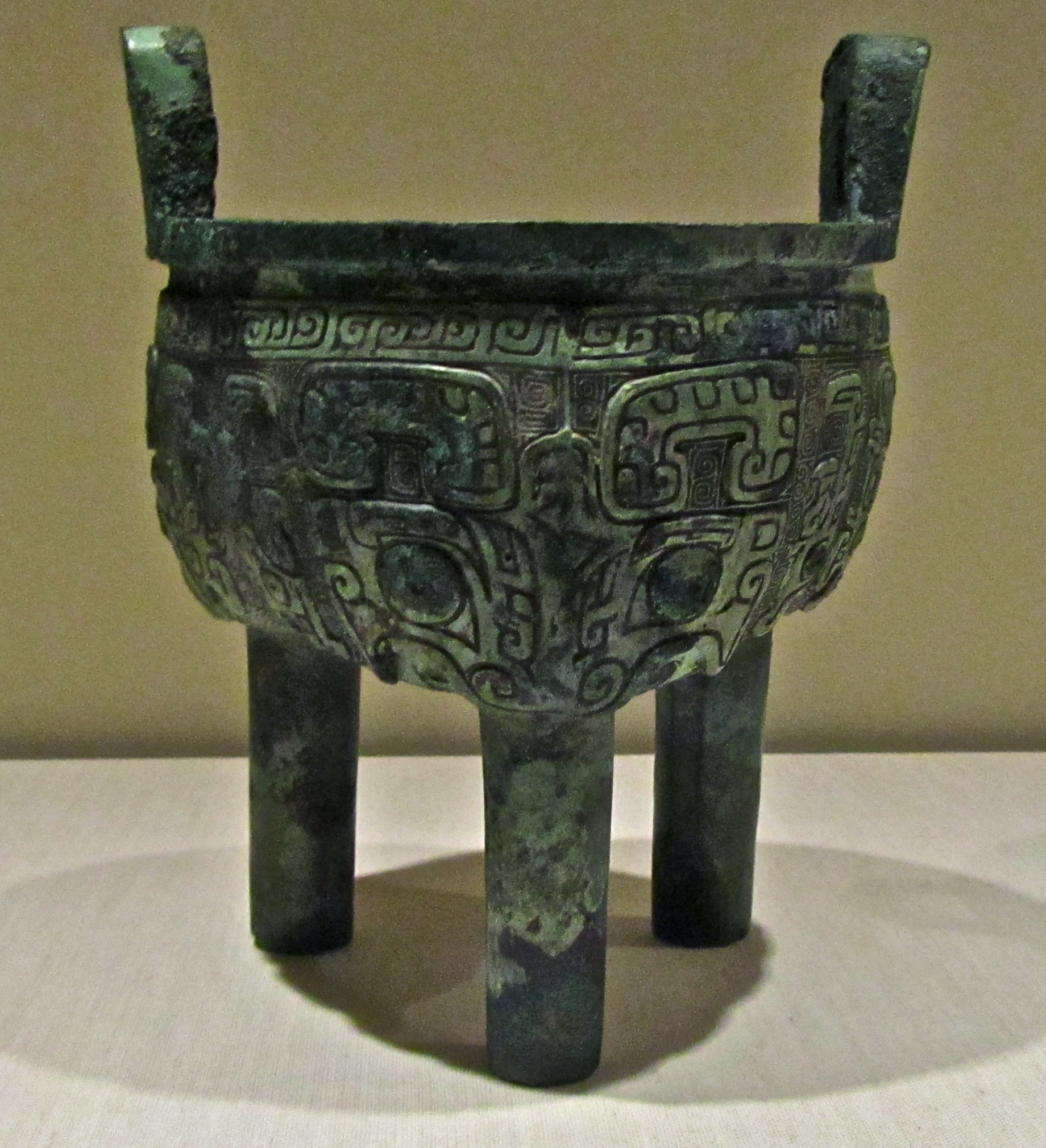
鼎上典型的饕餮紋

「饕餮紋」一詞乃後世約定俗成，並非商周時代的原名。戰國末年《呂氏春秋·先識》提到：「周鼎著饕餮，有首無身，食人未咽，害及其身。」據此，北宋時的古器物圖錄將青銅器上突出動物頭部的紋飾，稱為「饕餮」。如呂大臨《考古圖》記癸鼎說：「中有獸面，蓋饕餮之象。」自此流行饕餮紋一詞，也有學者主張改稱為獸面紋。

## 圖像
饕餮紋有浓厚的神秘色彩，是突出動物面部的抽象化圖像，形態猙獰可怖。 其特徵為，有一正面的獸頭，具對稱的雙角、雙眉、雙耳，以及鼻、口、頷等；有的在兩側有長條狀的軀幹、肢、爪和尾等。餘下空間多填以雲雷紋。饕餮上有類似水牛的角、老虎的鼻和鳥的羽毛。布局一般为：以鼻梁为中线，两侧作对称排列，成一兽面形象，大眼、有鼻、双角，通常没有下唇。也有使用两个夔纹对称排列，组成饕餮形象的例子。
學者把商代和周代的饕餮紋分為4型：「獨立獸面紋」、「歧尾獸面紋」、「連體獸面紋」與「分解獸面紋」。獨立獸面紋無體無尾，而分解獸面紋是到殷墟二期才興起的，軀體和尾變化為線條，足、爪則已消失。
饕餮紋這種將左右對稱的側面，組合成正面的圖案的手法，人類學家稱作「分割再現」或「分割描寫」。在古代美洲，運用類似手法的怪獸圖案也很常見，有的與饕餮紋酷似。

## 來源
有些學者認為，饕餮紋是以動物，如龍、老虎、水牛、羊為原型。有些學者則認為，饕餮紋源自幫助巫師溝通人神的神獸。也有學者認為，饕餮紋源自史前的太陽神圖像，加繪面部及野生動物的器官而成。

## 發展
饕餮紋最早見於距今五千年前长江下游地区良渚文化的玉器上，但沒有角、軀幹和尾。山東龍山文化也有在玉器上刻上饕餮紋，但實例只有一個。二里頭文化中，有一種特有的青銅牌飾，上亦有饕餮紋。
商代青銅器，尤其是尊、卣、鼎、罍，大部份都有饕餮紋，而且佔器物的最主要部份。與商朝同期的四川三星堆文化，在青銅器尊、罍上也使用饕餮紋，圖像與商代的稍異。周初仍然流行饕餮紋，到西周中期歸於衰落。
饕餮紋後世仍偶有使用，如第五套人民币20元纸币正面印有饕餮纹。

## 意義
「殷人重鬼」，商代饕餮纹有其宗教意義，但具體意義何在，學者眾說紛紜。有些學者認為，饕餮紋上的神獸，幫助巫師溝通天地人神，是巫師的助手。也有學者認為，這些神獸是氏族所祭祀的自然神或遠祖神，是受神之命，降雨並帶來豐收的神祇。也有學者主張，這些神獸就是神本身，饕餮紋就是神的臉。